# Ambrogio Colombo (politico)
Ambrogio Colombo (Magenta, 10 giugno 1935) è un politico italiano, esponente della Democrazia Cristiana.

## Biografia
Di professione impiegato, nel 1972 con la Democrazia Cristiana venne eletto sindaco di Magenta, sua città natale, rimanendo in carica fino al 3 giugno 1979. Alle elezioni politiche dello stesso anno è il primo dei non eletti al Senato, ma subentra in sostituzione di Mario Pedini, le cui dimissioni vennero ufficialmente accettate il 26 febbraio 1980. Fece parte della 10ª commissione permanente (industria, commercio, turismo), dal 18 marzo del 1980. Fece inoltre parte dal 27 febbraio 1981 della commissione parlamentare d'inchiesta sul caso Sindona e sulle responsabilità politiche ed amministrative ad esso connesse. Concluse il mandato di senatore l'11 luglio 1983 e da allora proseguì il proprio impegno a livello locale.